# Mateusz Taciak
Mateusz Taciak, né le 19 juin 1984 à Kórnik, est un coureur cycliste polonais.

## Biographie
Mateusz Taciak naît le 19 juin 1984 à Kórnik en Pologne.
Membre de Mróz Continental en 2009, qui devient Mróz-Active Jet l'année suivante, il entre en 2011 dans l'équipe CCC Polsat Polkowice.
Il décide dans un premier temps de mettre un terme à sa carrière de coureur à l'issue de la saison 2017, avant de revenir sur sa décision et de poursuivre une saison supplémentaire avec CCC Polsat Polkowice.

## Palmarès sur route

### Par années
- 2002[1]
  - Prologue et 2e étape (contre-la-montre) de la Coupe du Président de la ville de Grudziądz
  - 3e de la Coupe du Président de la ville de Grudziądz
- 2003
  - 2e du championnat de Pologne du contre-la-montre espoirs
- 2004
  - 2e du Mémorial Oleg Dyachenko
  - 2e du championnat de Pologne sur route espoirs
- 2005
  - Pologne-Ukraine
  - 2e du championnat de Pologne du contre-la-montre espoirs
- 2006
  - 2e du championnat de Pologne du contre-la-montre espoirs
- 2007
  - 1re étape du Tour Nivernais Morvan (contre-la-montre par équipes)
  - 2e étape du Tour de Côte-d'Or
  - 3e étape du Tour Alsace
  - Tour du Pays de Gex :
    - Classement général
    - 2e étape (contre-la-montre)

  - 2e étape du Tour de Moselle (contre-la-montre)
  - 2e du Chrono champenois
  - 2e de Paris-Chauny
  - 2e du Grand Prix de Chardonnay
  - 2e du Tour de Moselle
  - 3e de Paris-Auxerre
  - 3e du championnat de Pologne du contre-la-montre
- 2008
  - 3e étape du Tour de Franche-Comté (contre-la-montre)
  - 4e étape du Tour du Loiret (contre-la-montre)
  - 3e étape du Tour de la Porte Océane (contre-la-montre)
  - Polymultipliée lyonnaise
  - Tour du Gévaudan :
    - Classement général
    - 1re étape

  - 2e du Tour de Franche-Comté
  - 3e du Grand Prix de Saint-Étienne Loire
  - 3e du championnat de Pologne du contre-la-montre
  - 3e de Paris-Chauny
- 2009
  - Mémorial Andrzej Trochanowski
  - 1re étape du Bałtyk-Karkonosze Tour
  - 3e du championnat de Pologne du contre-la-montre
  - 3e du Bałtyk-Karkonosze Tour
- 2010
  - Memorial im. J. Grundmanna J. Wizowskiego
  - 2e du Puchar Ministra Obrony Narodowej
  - 3e du Małopolski Wyścig Górski
- 2011
  - 2e étape du Tour du lac Qinghai
  - 2e du championnat de Pologne de la montagne
  - 3e du Tour du lac Qinghai
- 2012
  - Classement général du Dookoła Mazowsza
  - 3e du Szlakiem Grodów Piastowskich
  - 3e du championnat de Pologne de la montagne
- 2013
  - Bałtyk-Karkonosze Tour :
    - Classement général
    - 7e étape (contre-la-montre)

  - 3e du Szlakiem Grodów Piastowskich
  - 3e du championnat de Pologne du contre-la-montre
- 2014
  - Classement général du Szlakiem Grodów Piastowskich
  - 3e du championnat de Pologne du contre-la-montre
- 2015
  - 5e étape du Bałtyk-Karkonosze Tour (contre-la-montre)
  - 2e du Szlakiem Grodów Piastowskich
  - 2e du Bałtyk-Karkonosze Tour
- 2016
  - Bałtyk-Karkonosze Tour :
    - Classement général
    - 5e étape (contre-la-montre)

  - Classement général du Tour of Malopolska
  - 3e du championnat de Pologne du contre-la-montre
- 2017
  -  Champion de Pologne de la montagne
- 2018
  - 4e et 5e étapes du Bałtyk-Karkonosze Tour
  - Szlakiem Walk Majora Hubala
  - 2e du Bałtyk-Karkonosze Tour

### Classements mondiaux
| Année           | 2007 | 2008 | 2009 | 2010 | 2011 | 2012 | 2013 | 2014 | 2015 | 2016 | 2017   |
| --------------- | ---- | ---- | ---- | ---- | ---- | ---- | ---- | ---- | ---- | ---- | ------ |
| UCI Asia Tour   |      |      | 228e | 226e | 32e  |      |      |      |      |      |        |
| UCI Europe Tour | 298e | 628e | 218e | 272e |      | 161e | 270e | 135e | 220e | 361e | 1 435e |

## Palmarès sur piste
- 2003
  -  Champion de Pologne de poursuite
  -  Champion de Pologne de poursuite par équipes (avec Bartłomiej Matysiak, Przemysław Pietrzak et Józef Rektor)
  - 3e du Champion de Pologne de course aux points
- 2005
  -  Champion de Pologne de poursuite par équipes (avec Bartłomiej Matysiak, Przemysław Pietrzak et Dominik Maciołek)

## Palmarès en cyclo-cross
- 1999-2000[1]
  - 2e du championnat de Pologne de cyclo-cross cadets
- 2001-2002
  - 2e du championnat de Pologne de cyclo-cross juniors